# 트윗캐스팅
트윗캐스팅(TwitCasting)은 일본 도쿄도에 본사를 둔 주식회사 모이가 운영하는 실시간 스트리밍 서비스이다. 2013년 초 트윗캐스팅은 사용자가 스마트폰에서 트위터와 연동하여 라이브 스트리밍을 할 수 있도록 개발되었다. 2021년 7월 기준으로 3,300만 명 이상의 등록 사용자를 보유하고 있다. App Ape Lab 분석에 따르면 2020년 3월 기준으로 일본 내 라이브 스트리밍 앱 중 월간 활성 사용자 수가 가장 많았다.

## 역사
2010년 2월 3일, 아이폰용 트윗캐스팅 라이브가 출시되어 트위터와 연동되었다. 2011년 4월 6일, 안드로이드용 트윗캐스팅 라이브가 출시되었다. 2012년 2월, 회사 분할 후 운영 회사가 사이드피드 주식회사에서 모이 주식회사로 변경되었다. 2013년 5월, 모이 주식회사는 이스트 벤처스(East Ventures)와 이토 마사오(유저 로컬 CEO)로부터 6,480만 엔을 유치했고, 2014년 6월에는 시나르 마스 그룹과 이스트 벤처스(East Ventures)로부터 500만 달러를 유치했다. 2015년 9월, 라이브 스트리밍 횟수가 2억 회를 넘어섰다.
2018년 2월 18일, 청취자가 라이브 방송 진행자의 기획을 지원할 수 있는 "트윗캐스팅 키이토스" 기능이 출시되었고, 2018년 12월에는 서비스 등록 사용자가 2천만 명을 넘어섰다. 2018년 4월, 트윗캐스팅은 가상화폐를 받기 시작했다.
2019년 4월, 닌텐도 주식회사의 저작물 이용에 관한 포괄적 허가 계약이 체결되었다. 게임 플레이 해설 앱 트윗캐스팅 게임즈는 2019년 8월 8일에 출시되었다. PC용 화면 공유 기능은 2020년 7월에 출시되었다.
2021년 3월, 트윗캐스팅은 애니메이션 쇼 바이 락!! 시리즈의 제목을 방송하기 시작했다. 쇼 바이 락!! 스타즈!!는 20만 명 이상의 시청자를 끌어모았다. 같은 해 10월, 서비스에서 첫 영화 스미코구라시: 그림책과 비밀의 아이가 방송되기 시작했다.

## 개요
이 서비스의 라이브 스트리밍은 아이폰과 안드로이드 기기뿐만 아니라 PC에서도 가능하다. 페이스북과 트위터를 이용하여 팔로워들에게 라이브 스트리밍을 알릴 수 있다. 스트리밍 방식은 영상 라이브 스트리밍과 라디오 라이브 스트리밍(오디오만 송출되지만 화면에는 정지 이미지가 표시됨) 중에서 선택할 수 있다. 스트리밍 및 댓글 작성을 위해서는 등록 및 로그인이 필요하다. 그러나 라이브 스트림을 시청하는 데는 로그인이 필요하지 않다.
등록은 트위터, 페이스북 또는 인스타그램 계정을 동기화하여 가능하다.

## 논란
이 회사와 다른 라이브 스트리밍 서비스는 사용자들이 시청자를 확보하기 위해 범죄 행위나 악의적인 행위를 라이브 스트리밍하는 수많은 사건으로 인해 비판을 받았으며, 이에 대한 대응으로 해당 사용자들의 계정을 정지했다.
2018년 경찰청은 트윗캐스팅이 트위터, 히마부, 라인, 마린챗(현재 ORCA)에 이어 소셜 네트워크 서비스에서 범죄 피해를 입은 어린이 사용자 수가 다섯 번째로 많다고 보고했다.

## 같이 보기
- 니코니코 동화
- FC2